# جائزة جنوب إفريقيا الكبرى 1961
جائزة جنوب أفريقيا الكبرى 1961 (بالإنجليزية: 1961 South African Grand Prix)‏ . هو أحد سباقات بطولة العالم لسباقات الفورمولا واحد موسم 1961 فاز فيه جيم كلارك.